# Tibouchina cryptadena
Tibouchina cryptadena är en tvåhjärtbladig växtart som beskrevs av Henry Allan Gleason. Tibouchina cryptadena ingår i släktet Tibouchina och familjen Melastomataceae. Inga underarter finns listade i Catalogue of Life.